# Yanki Pürsün

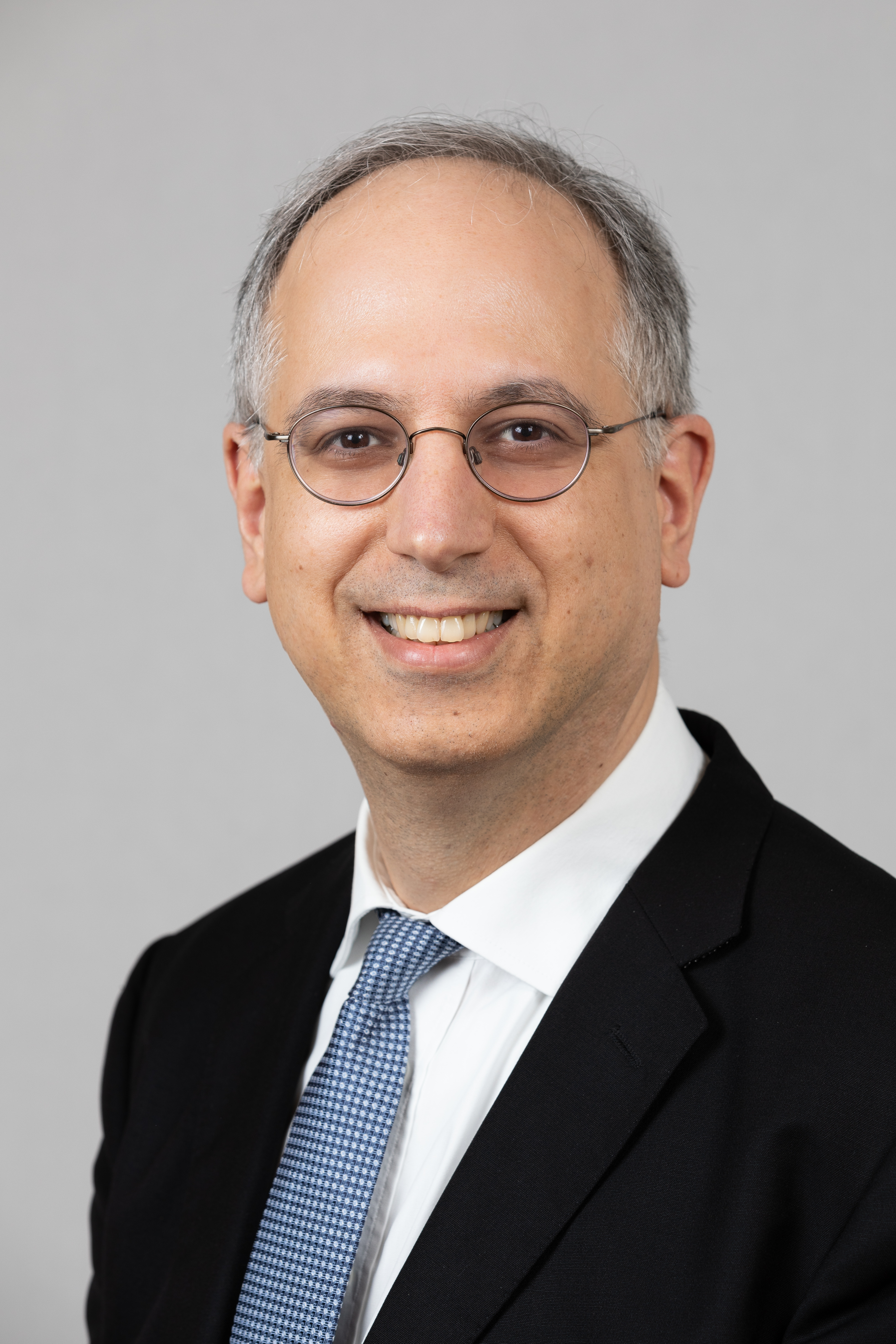
Yanki Pürsün, 2019

Yanki Pürsün (* 12. Juni 1972 in Frankfurt am Main) ist ein deutscher Politiker (FDP) mit türkischen Wurzeln. Er ist seit 2019 Abgeordneter des Hessischen Landtages.

## Leben
Nach dem Abitur 1991 in Frankfurt-Sachsenhausen absolvierte Pürsün von 1992 bis 1994 eine Ausbildung zum Luftverkehrskaufmann bei der Deutschen Lufthansa AG in Köln, Frankfurt am Main und Taschkent. Seither ist er als Mitarbeiter für das Luftfahrtunternehmen am Flughafen Frankfurt Main tätig.

## Politik
Pürsün ist seit 1992 Mitglied der FDP und war von 1997 bis 2007 Mitglied der Jungen Liberalen. Seit 2016 ist er Mitglied der Frankfurter Stadtverordnetenversammlung, der er bereits von 2002 bis 2011 angehörte. Er war ab 2016 zunächst stellvertretender Fraktionsvorsitzender und ist seit Juli 2021 Fraktionsvorsitzender der FDP-Fraktion im Römer.
Bei der Landtagswahl 2018 kandidierte Pürsün auf Listenplatz 11 der FDP Hessen und – wie bereits bei den Landtagswahlen 2003, 2008, 2009 und 2013 – als Direktkandidat im Wahlkreis 37 (Frankfurt am Main IV). Er zog über die Landesliste in den Hessischen Landtag ein. Bei der Landtagswahl 2023 zog er erneut über die Liste in den Landtag ein. Im Parlament ist er Sprecher für Soziales, Gesundheit und Integration der FDP-Landtagsfraktion und Mitglied des Petitionsausschusses, des Sozial- und Integrationspolitischen Ausschusses sowie des Landesjugendhilfeausschusses.
Im Dezember 2022 wurde er Kandidat der FDP für die Oberbürgermeisterwahl in Frankfurt am Main 2023 und erreichte mit 2,8 Prozent der Stimmen den siebten Platz unter den Kandidierenden.

## Kritik
Nach der aufsehenerregenden Wahl von Thomas Kemmerich zum Thüringer Ministerpräsidenten wurde Pürsün wegen seiner Äußerungen dazu von der SPD-Fraktion in Frankfurt scharf kritisiert. Pürsün hatte seinem Parteifreund Kemmerich auf Twitter zur Wahl gratuliert und erklärt, er habe „Vertrauen in seine Person und Integrität“.

## Ehrungen und Auszeichnungen
Pürsün ist Träger der Römerplakette für mehr als fünfzehnjähriges ehrenamtliches Engagement und des Ehrenbriefes des Landes Hessen.